# Meigné-le-Vicomte
Meigné-le-Vicomte là một xã thuộc tỉnh Maine-et-Loire trong vùng Pays de la Loire phía tây nước Pháp. Xã này nằm ở khu vực có độ cao trung bình 89 mét trên mực nước biển.